# Ronald Rivero
Ronald Tylor Rivero Kuhn (Santa Cruz de la Sierra, 29 de janeiro de 1980) é um ex-futebolista profissional boliviano que atuava como defensor.

## Carreira
Ronald Rivero se profissionalizou no Universitario.

## Seleção
Ronald Rivero integrou a Seleção Boliviana de Futebol na Copa América de 2011.